# Sabroskyella
Sabroskyella is een geslacht van insecten uit de familie van de dansvliegen (Empididae), die tot de orde tweevleugeligen (Diptera) behoort.

## Soorten
- S. rancheria Wilder, 1984